# Zeina Abirached

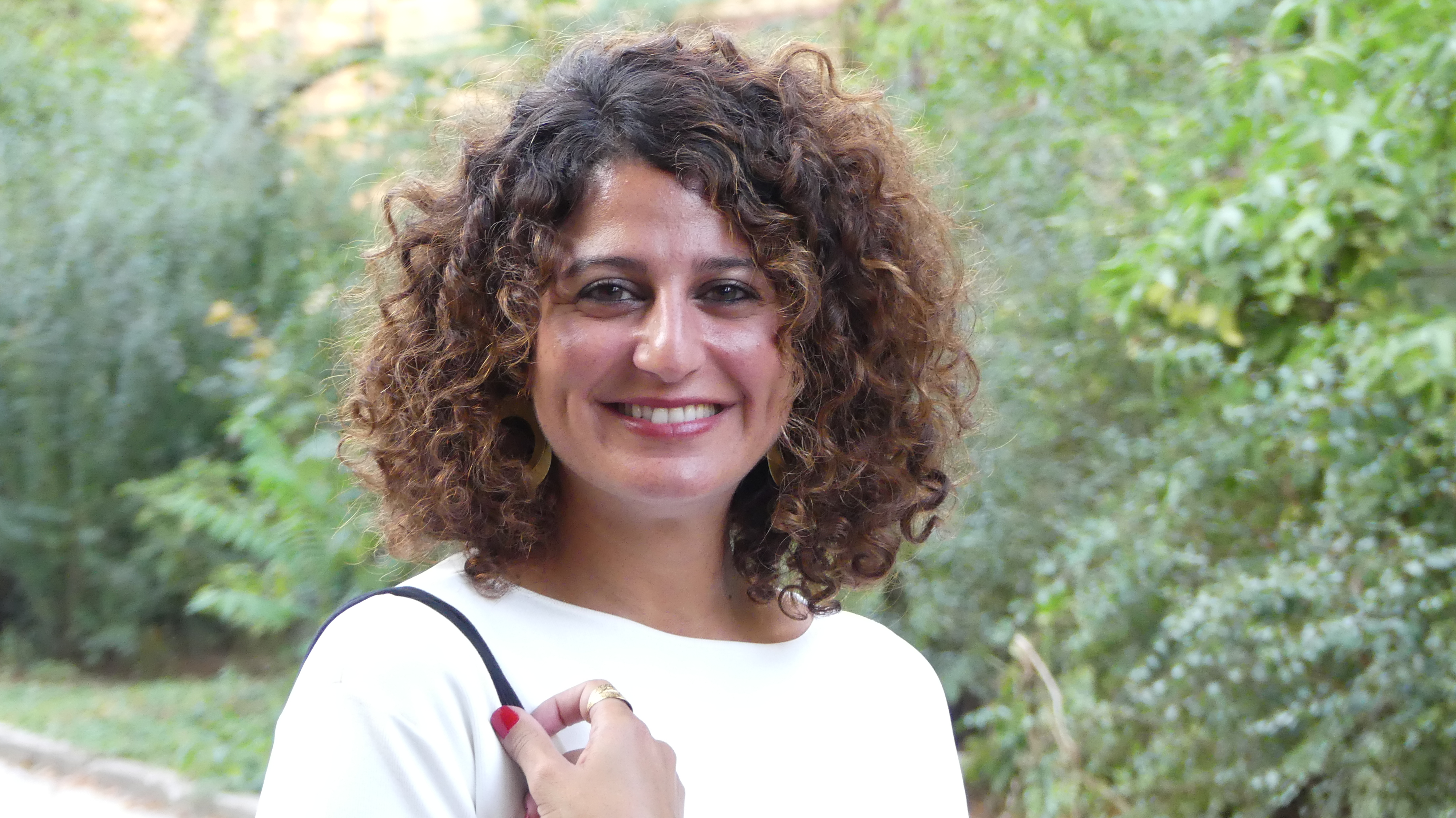
Zeina Abirached (2016)

Zeina Abirached (* 1981 in Beirut) ist eine libanesisch-französische Comiczeichnerin und Autorin von Graphic Novels.

## Leben
Zeina Abirached studierte an der Académie libanaise des beaux-arts (ALBA) und 2004 an der École nationale supérieure des arts décoratifs in Paris. Sie arbeitet seither in Frankreich.
Ihre Comics thematisieren ihre Kindheit und die Geschichte ihrer Familie in der Zeit des Libanesischen Bürgerkriegs.

## Werke
- Catharsis. Paris : Cambourakis, 2006
- 38, rue Youssef Semaani. Paris : Cambourakis, 2006
- Mourir, partir, revenir - Le jeu des hirondelles. Paris : Cambourakis, 2007
  - Das Spiel der Schwalben. Übersetzung Paula Bulling & Tashy Endres. Berlin : Avant, 2013 ISBN 9783939080770
- Je me souviens - Beyrouth. Paris : Cambourakis, 2008
  - Ich erinnere mich : Beirut. Übersetzung Paula Bulling. Berlin : Avant, 2014 ISBN 978-3-939080-99-2
- Mouton. Paris : Cambourakis, 2012
- Le Piano oriental. Paris : Casterman, 2015. Prix Phénix de littérature 2015;  Auswahl für das Festival International de la Bande Dessinée d’Angoulême, 2016
  - Piano Oriental. Übersetzung Annika Wisniewski. Berlin : avant-verlag, 2016 ISBN 978-3-945034-48-4